# Fuxing (köping i Kina, Sichuan, lat 28,52, long 104,66)
Fuxing (kinesiska: 复兴镇, 复兴) är en köping i Kina. Den ligger i provinsen Sichuan, i den sydvästra delen av landet, omkring 240 kilometer söder om provinshuvudstaden Chengdu.
Genomsnittlig årsnederbörd är 1 362 millimeter. Den regnigaste månaden är augusti, med i genomsnitt 270 mm nederbörd, och den torraste är december, med 21 mm nederbörd.